# Naissance en 1026
Naissance
- 1022
- 1023
- 1024
- 1025
- 1026
- 1027
- 1028
- 1029
- 1030

Cette page dresse une liste de personnalités nées au cours de l'année 1026 :
- Guillaume Firmat, ermite français de la région de Tours.
- Gagik II d'Arménie, roi d'Arménie.
- Gaitelgrima di Salerno (it), princesse lombarde.
- Lidanus (en), abbé bénédictin.
- Nripa Kama II (en), roi de l'empire Hoysala.